# 71 TCN
Năm 71 TCN là một năm trong lịch Julius. 

## Mất
- Hứa Bình Quân